# Europeiska gröna given

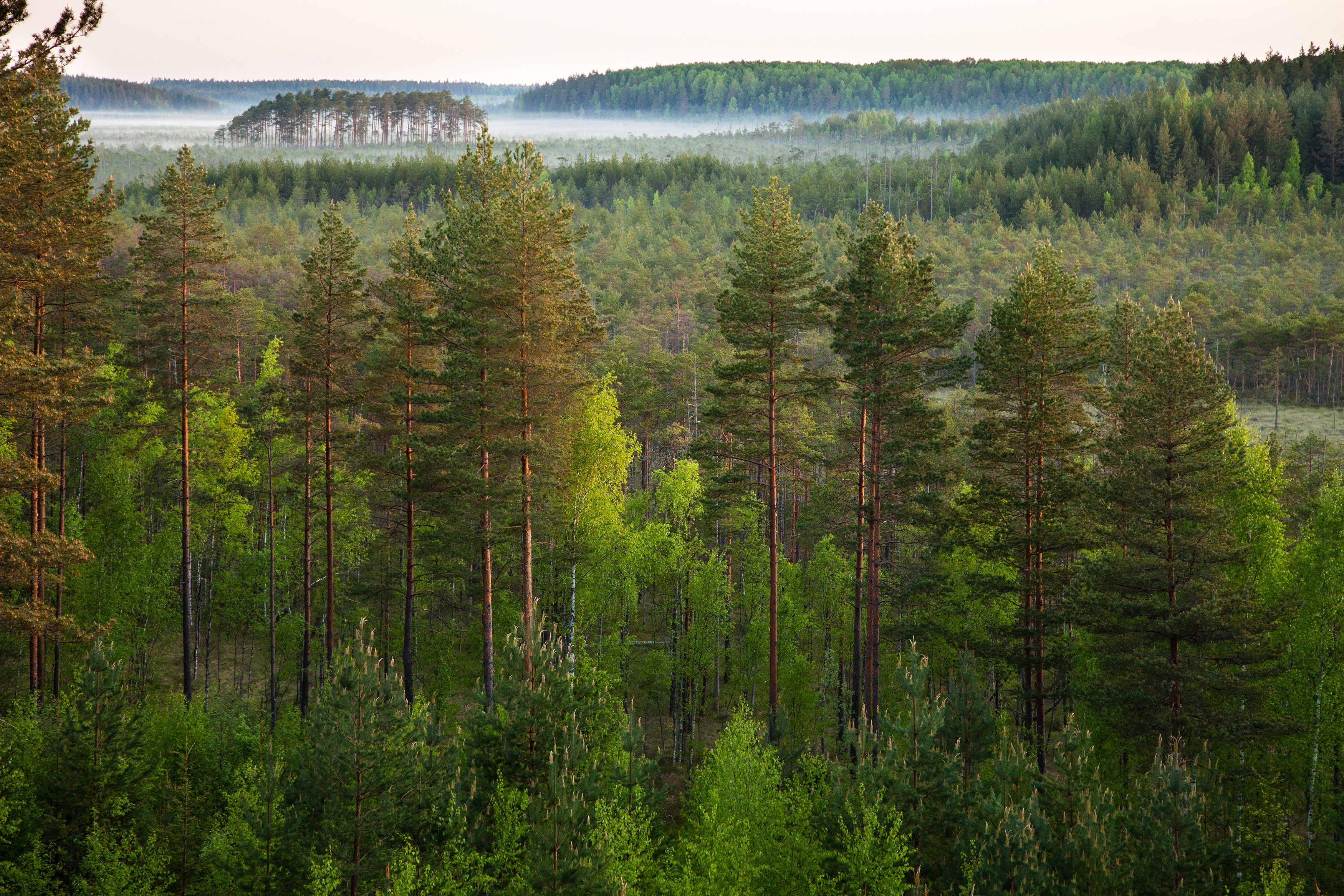
Initiativet innebär bland annat att skogar, så som Meenikunnoparken i Estland, ska återställas.

Den europeiska gröna given (engelska: European Green Deal) är ett politiskt program som presenterades av Europeiska kommissionen i december 2019. Dess slutmål är att göra EU klimatneutralt senast 2050. Den utgör unionens avgörande bidrag till att uppfylla åtagandena i Parisavtalet, där EU:s medlemsstater förband sig att arbeta för att begränsa den globala uppvärmningen till högst 1,5 °C jämfört med förindustriella nivåer.
Den europeiska gröna given syftar till att omvandla EU till ett ”rättvist och välmående samhälle med en modern och konkurrenskraftig ekonomi”. Detta ska uppnås genom en kombination av ekonomisk tillväxt och hållbar utveckling, med omfattande reformer och regleringar inom områden som energi, transport, jordbruk och industri. Planen inkluderar både ambitiösa klimatpolitiska mål och sociala åtgärder för att säkerställa att omställningen sker på ett rättvist och inkluderande sätt.
Den europeiska gröna given har varit föremål för omfattande förhandlingar mellan kommissionen, Europaparlamentet och rådet. Den har mött både stöd och kritik, särskilt kring dess finansiering och dess påverkan på medlemsstaternas ekonomiska tillväxt.
Några av de viktigaste delarna i den europeiska gröna given inkluderar:
- En europeisk klimatlag som förpliktar unionen och dess medlemsstater att bli klimatneutrala senast 2050. Som en del av detta ingår även lagstiftningspaketet Fit for 55, som syftar till att som ett första steg få ned utsläppen av växthusgaser med 55 procent till 2030.[7]
- Övergång till en cirkulär ekonomi, med regleringar för produktion och konsumtion som ska främja återvinning och resurseffektivitet.[8]
- En naturrestaureringsplan med bindande regler för att återställa skadade eller förstörda ekosystem, i syfte att förbättra biologisk mångfald och motverka naturförlust.[9]

Den europeiska gröna given var ett prioriterat område för kommissionen von der Leyen I.

## Områden
Den europeiska gröna given täcker åtgärder inom ett antal olika områden:
- Klimat
- Miljö och hav
- Energi
- Transport
- Jordbruk
- Regional utveckling
- Industri
- Forskning och teknisk utveckling

## Europeiska regleringar inom ramen för den europeiska gröna given

### EU:s utsläppshandelssystem (EU ETS)
Regler och krav för handeln med utsläppsrätter inom EU.

### EU:s utsläppshandelssystem för byggnader och vägtransporter (EU ETS2)
Regler och krav på utsläppshandel för utsläppen från vägtransporter och egen uppvärmning av byggnader.

### Förordningen om markanvändning, förändrad markanvändning och skogsbruk (LULUCF)
Förordning som reglerar utsläpp och upptag från skog och mark.

### Förordningen om ansvarsfördelning (ESR)
Bindande mål för medlemsstaternas utsläppsminskningar.

### Gränsjusteringsmekanismen för koldioxid (CBAM)
Regler för klimattullar på import till EU av vissa varor såsom järn, stål, cement, konstgödsel, aluminium och elektricitet beroende på dess koldioxidinnehåll.

### Plan to make countries in the European Union less dependent on Russian fossil fuels (RePowerEU)
Plan för att fasa ut EU:s import av gas, olja och kol från Ryssland.

### Förordningen om byggprodukter (CPR)
Innehåller miljö-, funktions- och säkerhetskrav för byggprodukter, både nya och begagnade.

### Direktivet om tillbörlig aktsamhet för företag i fråga om hållbarhet (CS3D)
Reglerar hur företag ska ta hänsyn till negativa effekter på mänskliga rättigheter och miljön, och omfattar leverantörer såväl som kunder.

### Direktivet om företagens hållbarhetsrapportering (CSRD)
Innehåller omfattande krav på stora eller noterade företags hållbarhetsrapportering.

### Direktivet om konsumenträttigheter (CRD)
Krav på hur konsumenter ska informeras om bland annat hållbarhetsgarantier, programuppdateringar, reparerbarhet.

### Förordningen om ekodesign för hållbara produkter (ESPR)
Krav på viss prestanda och information om produkters miljömässiga hållbarhet.

### Delegerade direktivet om standarder för hållbarhetsrapportering (ESRS)
Krav på standardisering av rapportering i enlighet med CSRD. 

### Direktivet om otillbörliga affärsmetoder (UCPD)
Förbud mot vilseledande information till konsumenter om produkters miljömässiga eller sociala påverkan, hållbarhet och reparerbarhet.

### Taxonomiförordningen
Regelverk för när en ekonomisk verksamhet ska anses vara miljömässigt hållbar som ska hjälpa investerare att identifiera och jämföra miljömässigt hållbara investeringar..

### Kemikalieregistreringsförordningen (REACH)
Regler för registrering, utvärdering, tillståndskrav och begränsning av hur och när kemiska ämnen får användas.

### Förordning om förpackningar och förpackningsavfall (PPWR)
Regler för att göra alla förpackningar återvinningsbara och återanvändningsbara på ett ekonomiskt lönsamt sätt år 2030.